# Gelotia bimaculata
Gelotia bimaculata là một loài nhện trong họ Salticidae.
Loài này thuộc chi Gelotia. Gelotia bimaculata được Tord Tamerlan Teodor Thorell miêu tả năm 1890.